# Joods Verzetsmonument
Het Monument Joods Verzet 1940-1945 is een monument in Amsterdam dat sinds 1988 op de hoek van de Amstel en de Zwanenburgwal, aan de zijkant van de Stopera staat. Het is opgericht ter herinnering aan alle joodse verzetsmensen die in de Tweede Wereldoorlog zijn omgekomen.
Het verzetsmonument is het werk van de steenhouwer/steenhouwerij Joseph Glatt aan de Putseweg 21-23 te Putte, die gespecialiseerd was in Joodse grafstenen. Het bestaat uit een metershoge zwarte granieten zuil met daarop afgebeeld de stenen tafelen. In het Hebreeuws en het Nederlands is op de voorzijde van de zuil de volgende tekst te lezen:
TER HERINNERING AAN HET VERZET

VAN DE JOODSE BURGERS

GEVALLEN IN 1940-1945

5700 - 5705
Op de zijkant van het monument staat, eveneens in het Nederlands en het Hebreeuws, een tekst van de Bijbelse profeet Jeremia:
WAREN MIJN OGEN

EEN BRON VAN TRANEN

DAN ZOU IK WENEN,

DAG EN NACHT

OM DE GEVALLEN STRIJDERS

VAN MIJN DIERBAAR VOLK

(NAAR JER. 8,23)
Het monument is tot stand gekomen op initiatief van de in 1986 opgerichte Stichting Comité Joods Verzet 1940-1945, opgericht door de Joodse verzetsstrijders Bennie Bluhm (hij overleed vlak nadat de stichting opgericht was) en Herman (Chaim) Natkiel. In de kranten verschenen advertenties tot het inzamelen van geld voor het monument. De plaats was nog onderhevig aan discussie. De huidige plaats was wel eerste keus, maar anderen zagen het liever aan de kant van de Mozes en Aäronkerk. Het verzet vond volgens Richter Roegholt juist plaats nabij het Waterlooplein, de Jodenbreestraat en een speeltuin voor die kerk. Hij vond de plek bij "het bastion" historisch niet juist en ook niet passend (er kwam daar een horecagelegenheid). Voorzitter van de Tweede Kamer Dick Dolman onthulde het beeld op 16 oktober 1988 in bijzijn van burgemeester Ed van Thijn en enkele honderden belangstellenden op "het bastion".
Vanaf 2009 vonden bij dit monument herdenkingen plaats van de Kristallnacht van 1938, toen in heel Duitsland joden werden aangevallen, winkels vernield en honderden synagogen in brand gestoken werden. Door meningsverschillen tussen de herdenkende organisaties zijn deze herdenkingen in 2015 gestopt.
Jaarlijks wordt bij dit monument het joods verzet herdacht op of nabij 25 februari, gewoonlijk voorafgaand aan de herdenking van de Februaristaking,  sinds 2002 georganiseerd door de Stichting Vriendenkring Mauthausen in samenwerking met de gemeente Amsterdam.